# Marhamat
Marhamat es una localidad de Uzbekistán, en la provincia de Andillán.
Se encuentra a una altitud de 610 m sobre el nivel del mar. 

## Demografía
Según estimación 2010 contaba con una población de 15 810 habitantes.